# Ted Gärdestad
Ted Arnbjörn Gärdestad (18. veljače 1956. – 22. lipnja 1997.) bio je švedski glazbenik i glumac, poznat kao tekstopisac Ted. Bio je sin Arnea Gärdestada i Margit Gärdestad te mlađi brat Kennetha Gärdestada († 2018.), a rođen je u Sollentuni.

## Biografija
Karijeru glazbenika Ted je započeo 1962. godine, u dobi od 6 godina. Tedovi suradnici bili su Benny Andersson i Björn Ulvaeus, a suradnice Agnetha Fältskog i Anni-Frid Lyngstad. 
Godine 1979., Ted i njegov brat Kenneth predstavljali su Kraljevinu Švedsku na Euroviziji – pjesma je bila „Satellit“.
Tedova je partnerica bila glumica Ann Zacharias.
Nakon što se 1997. Ted ubio, njegov je brat rekao novinarima kako je bio uvjeren da je Ted imao shizofreniju.